# Liste der Naturschutzgebiete im Kreis Segeberg
Im Kreis Segeberg gibt es 16 Naturschutzgebiete.
| Name des Gebietes                                            | Bild           | Kennung | WDPA      | Landkreis / Stadt              | Beschreibung / Bemerkungen | Standort | Fläche in Hektar | Datum der Verordnung |
| ------------------------------------------------------------ | -------------- | ------- | --------- | ------------------------------ | -------------------------- | -------- | ---------------- | -------------------- |
| Barker Heide                                                 | weitere Bilder | 30      | 81366     | Kreis Segeberg                 |                            | Position | 682              | 12.06.2003           |
| Bewerlohmoor                                                 |                | 59      | 81394     | Kreis Segeberg                 |                            | Position | 3                | 06.02.1961           |
| Geschendorfer Moor                                           |                | 66      | 81726     | Kreis Segeberg                 |                            | Position | 11               | 17.02.1966           |
| Halloher Moor, Brandsheide und Könster Moor                  | weitere Bilder | 43      | 81814     | Kreis Segeberg                 |                            | Position | 49               | 09.12.1942           |
| Heidmoor                                                     |                | 38      | 81854     | Kreis Segeberg                 |                            | Position | 70               | 16.12.1991           |
| Henstedter Moor                                              |                | 209     | 555700713 | Kreis Segeberg                 |                            | Position | 218              | 24.01.2017           |
| Ihlsee und Ihlwald                                           | weitere Bilder | 44      | 81975     | Kreis Segeberg                 |                            | Position | 42               | 21.03.1950           |
| Katenmoor, Schindermoor, Dewsbeekermoor und Schapbrookermoor | weitere Bilder | 61      | 82048     | Kreis Segeberg                 |                            | Position | 19               | 26.10.1962           |
| Mittlerer Stocksee und Umgebung                              | weitere Bilder | 81      | 82171     | Kreis Segeberg                 |                            | Position | 99               | 03.04.1974           |
| Nienwohlder Moor                                             | weitere Bilder | 100     | 82250     | Kreis Segeberg, Kreis Stormarn |                            | Position | 399              | 25.03.1982           |
| Oberalsterniederung                                          | weitere Bilder | 76      | 82524     | Kreis Segeberg, Kreis Stormarn |                            | Position | 907              | 07.07.2004           |
| Seedorfer See und Umgebung                                   |                | 94      | 82580     | Kreis Segeberg                 |                            | Position | 175              | 13.01.1978           |
| Stellbrookmoor                                               | weitere Bilder | 74      | 82635     | Kreis Segeberg                 |                            | Position | 35               | 14.10.1968           |
| Wittenborner Heide                                           | weitere Bilder | 211     | 555702146 | Kreis Segeberg                 |                            | Position | 294              | 19.04.2016           |
| Wittmoor                                                     | weitere Bilder | 109     | 82931     | Kreis Segeberg, Kreis Stormarn |                            | Position | 106              | 08.10.1981           |
| Wulfsfelder Moor                                             |                | 65      | 82945     | Kreis Segeberg                 |                            | Position | 6                | 27.07.1962           |

## Quelle
- www.schleswig-holstein.de,Liste Naturschutzgebiete (Version vom Januar 2016)
- Common Database on Designated Areas Datenbank, Version 14